# Mbariman-gudhinma
Mbariman-gudhinma är ett utdött australiskt språk. Mbariman-gudhinma talades i Queensland och tillhörde de pama-nyunganska språken.